# Аріян Адемі
Аріян Адемі (хорв. Arijan Ademi, нар. 29 травня 1991, Шибеник) — македонський футболіст, півзахисник клубу «Динамо» (Загреб) та національної збірної Північної Македонії.
Також відомий виступами за клуб «Шибеник» і молодіжну збірну Хорватії.

## Клубна кар'єра
У дорослому футболі дебютував 2007 року виступами за команду клубу «Шибеник», в якій провів три сезони, взявши участь у 57 матчах чемпіонату.
До складу клубу «Динамо» (Загреб) приєднався 2010 року. Наразі встиг відіграти за «динамівців» 26 матчів в національному чемпіонаті.
У 2012 році був переданий в оренду до клубу «Локомотива».

## Виступи за збірні
У 2010 році дебютував у складі юнацької збірної Хорватії, взяв участь у 17 іграх на юнацькому рівні, відзначившись 2 забитими голами.
З 2011 року залучався до складу молодіжної збірної Хорватії. На молодіжному рівні зіграв у 7 офіційних матчах, забив 1 гол.
Після того, як у 2014 році Аріян Адемі не потрапив до списку гравців. що їдуть на чемпіонат світу 2014 року, він вирішив надалі виступати за національну збірну Північної Македонії. Першу гру у складі Північної Македонії Адемі провів у жовтні 2014 року у відборі до Євро 2016 проти команди Люксембургу.

## Титули і досягнення
- Чемпіон Хорватії (11):

«Динамо» (Загреб): 2010-11, 2012-13, 2013-14, 2014-15, 2015-16, 2017-18, 2018-19, 2019-20, 2020-21, 2021-22, 2023-24
- Володар Кубка Хорватії (6):

«Динамо» (Загреб): 2010-11, 2014-15, 2015-16, 2017-18, 2020-21, 2023-24
- Володар Суперкубка Хорватії (3):

«Динамо» (Загреб): 2013, 2019, 2022